# Библиотека „Браћа Настасијевић” Горњи Милановац
Библиотека „Браћа Настасијевић“ је градска библиотека у Горњем Милановцу, Србија. Налази се у згради Окружног начелства на Тргу кнеза Михаила.

## Историја
Библиотека постоји још од 1857. Настала је под називом Читалиште вароши Деспотовица (ранији назив града). Тада је формирано и Друштво читалишта. Званично отварање читаонице везује се за Томину недељу 1860. године. Рад читалишта је имао је прекида, али од свог постанка читалиште је вршило снажан културно-просветни утицај на ову малу варош.  Савремени период библитеке је започео 1947. Њена самосталност трајала је све до 1966, када је постала део Радничког универзитета, а од 1970. Културног центра. Самостална установа је постала 1995. Данашњи назив добила је 2000. по чувеној уметничкој породици Настасијевић. Библиотека данас има фонд од преко 100.000 књига. У свом саставу има и књижару, а бави се и издавачком делатношћу. Библиотека организује Манифестацију Дани Настасијевића.

## Организација
- Одељење обраде
- Одељење за одрасле
- Завичајно одељење са читаоницом
- Дечје одељење са читаоницом
- Научно одељење са читаоницом и Одељење стране књиге
- Одељење стране књиге
- Одељење периодике
- Издвојена одељења на Руднику, у Враћевшници, Прањанима и Брђанима

### Издвојена одељења
Библиотека у свом саставу има четири издвојена одељења у Враћевшници, Прањанима, Брђанима и на Руднику. Рудничко одељење је најстарије, настало 1921. као Народна књижница и читаоница. Од 1970-их је смештено у Дому културе и има фонд од преко 10.000 књига. 1970. су настала издвојена одељења у Враћевшници и Прањанима. Одељење у Враћевшници има око 6500 књига, док прањанско има око 5000 књига. Издвојено одељење у Брђанима отворено је 19. априла 2005. са фондом од преко 3000 књига.

## Издавачка делатност
Библиотека има богату издавачку делатност. Издаје и часопис Слово Ћирилово.

## Галерија
- Фотографија Научног одељења, аутор Бранка Вучићевић Вучковић
- Фотографија унутрашњости библиотеке, аутор Бранка Вучићевић Вучковић
- Фотографија унутрашњости библиотеке, аутор Бранка Вучићевић Вучковић
- Фотографија Одељења за одрасле, аутор Бранка Вучићевић Вучковић
- Фотографија Дечјег одељења, аутор Бранка Вучићевић Вучковић
- Фотографија Дечјег одељења, аутор Бранка Вучићевић Вучковић
- Фотографија Дечјег одељења, аутор Бранка Вучићевић Вучковић
- Фотографија Одељења за одрасле, аутор Бранка Вучићевић Вучковић
- Фотографија Одељења за одрасле, аутор Бранка Вучићевић Вучковић
- Фотографија Одељења за одрасле, аутор Бранка Вучићевић Вучковић